# Lijst van personen overleden in maart 2016
Dit is een lijst van bekende personen die zijn overleden in maart 2016.

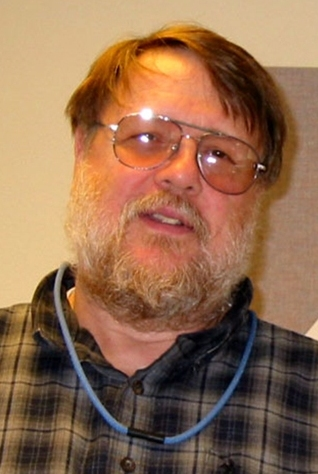
Ray Tomlinson
5 maart

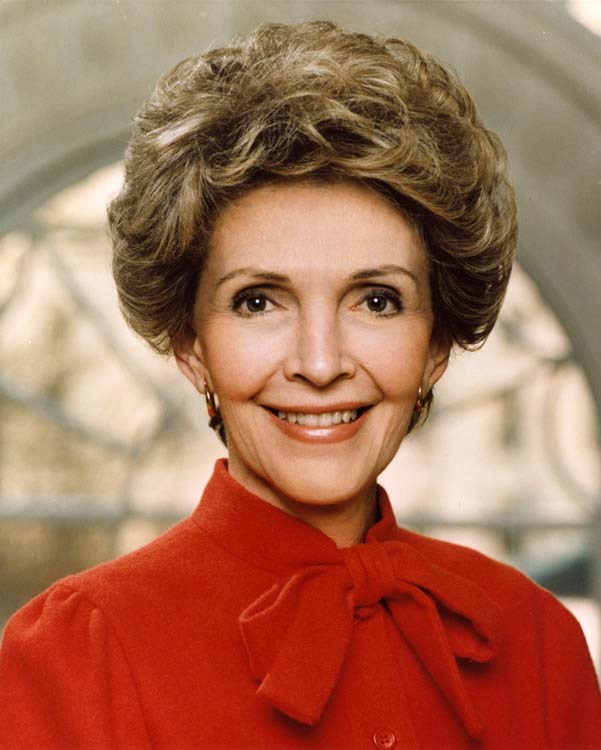
Nancy Reagan
6 maart

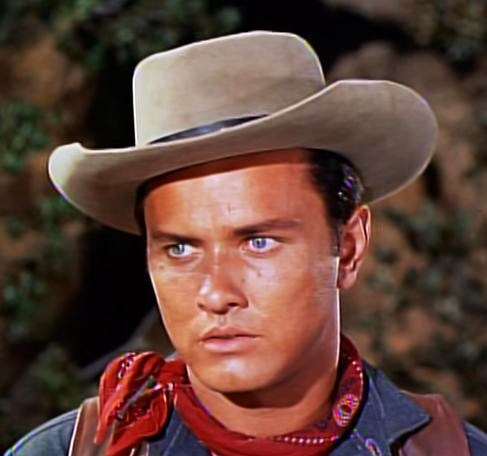
Richard Davalos
8 maart

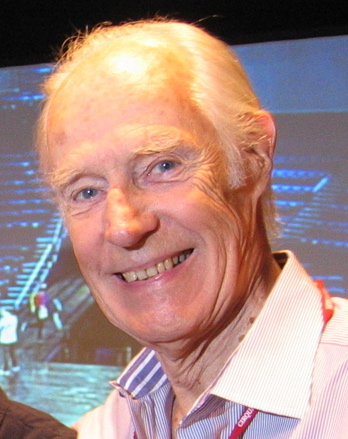
George Martin
8 maart

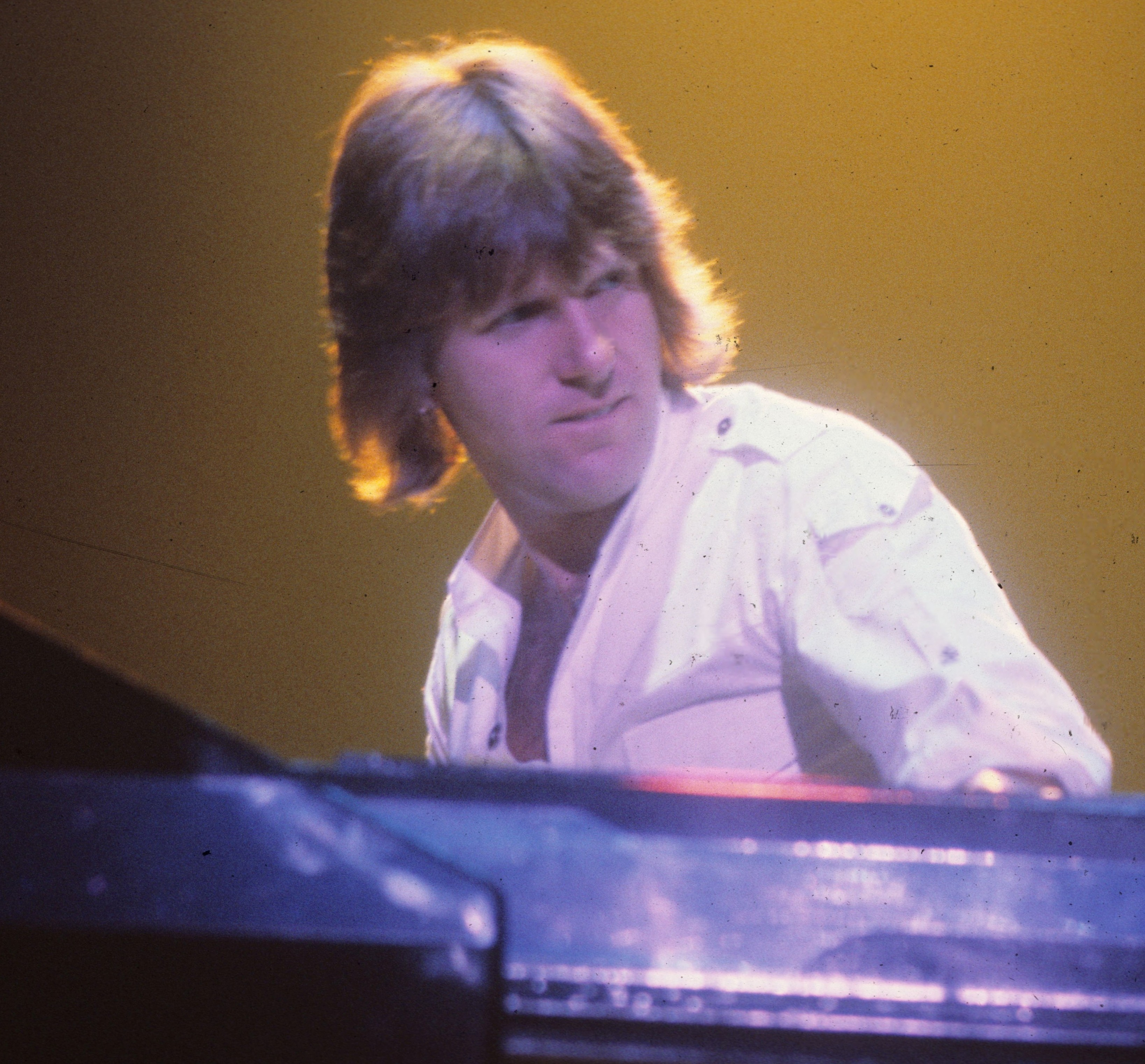
Keith Emerson
10 maart

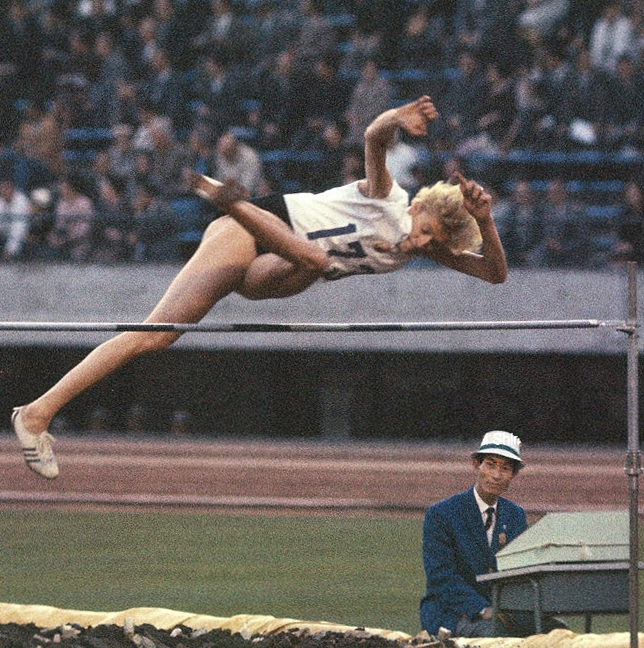
Iolanda Balaș
11 maart

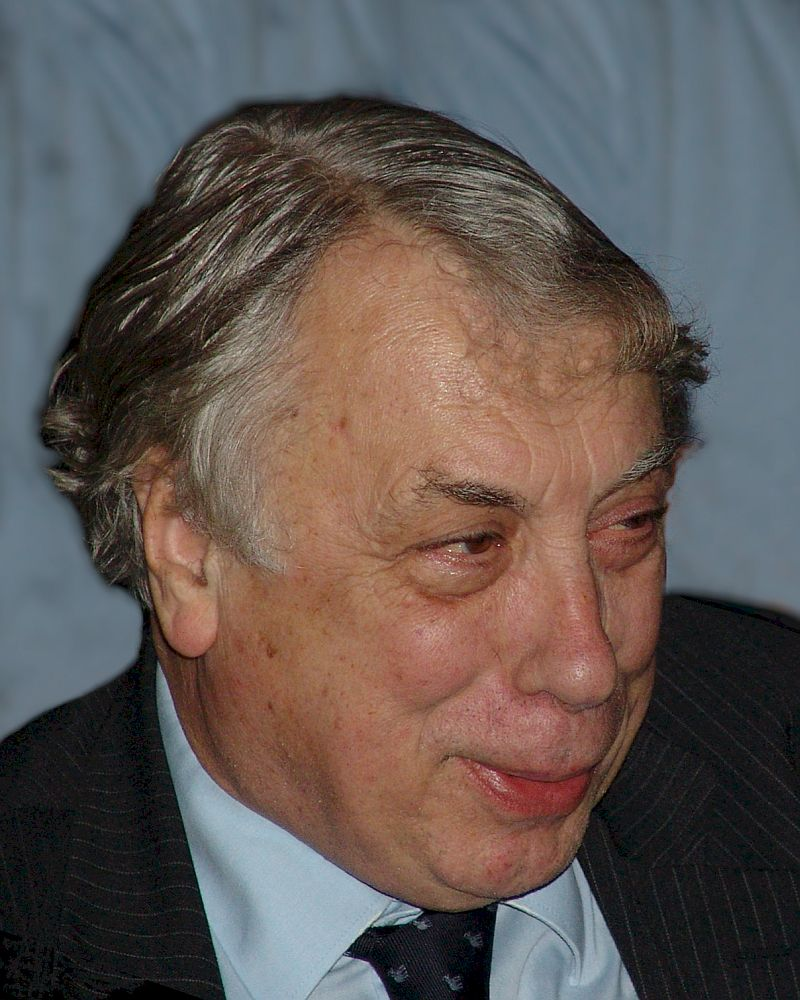
Cees Fasseur
13 maart

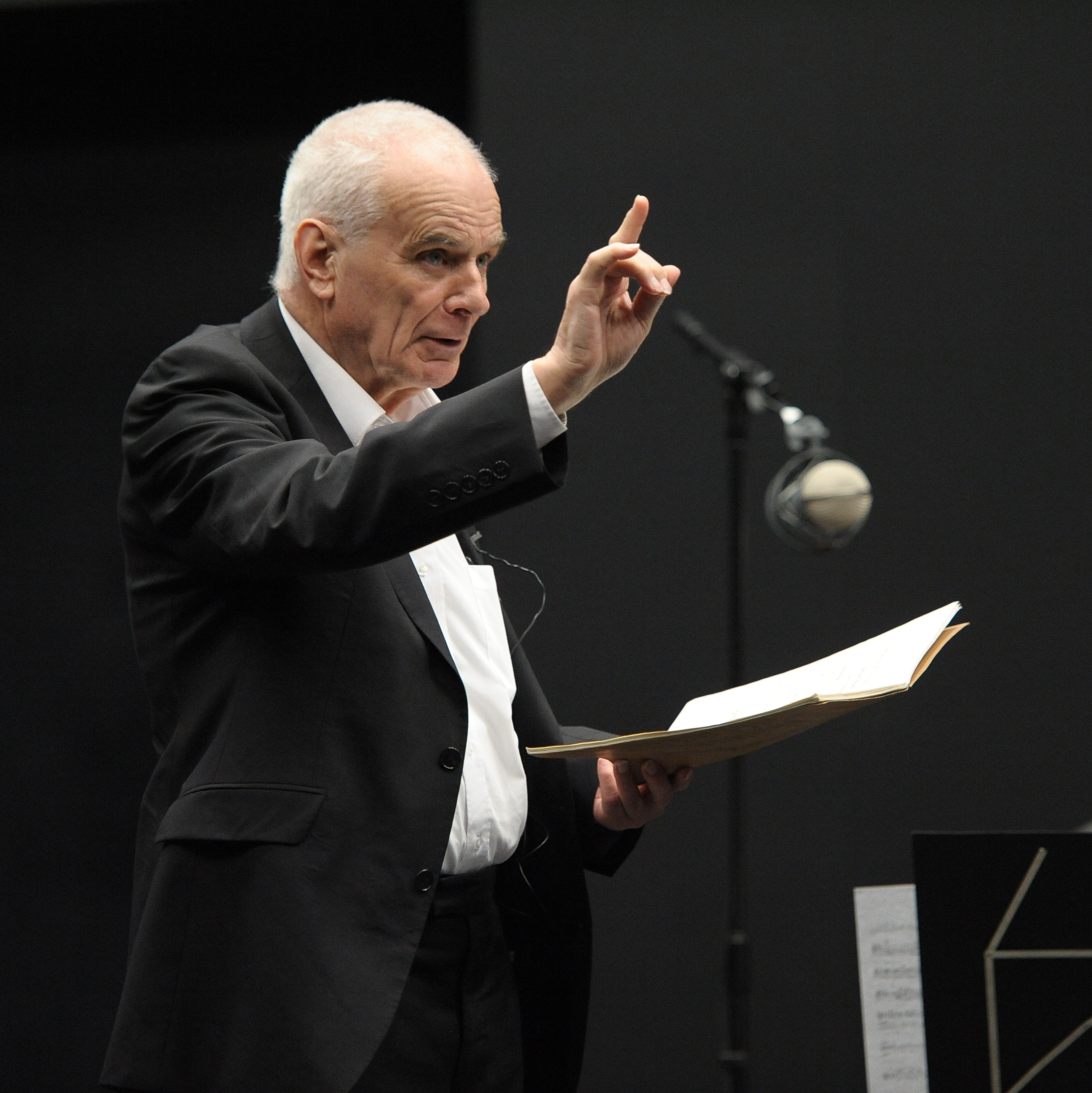
Peter Maxwell Davies
14 maart

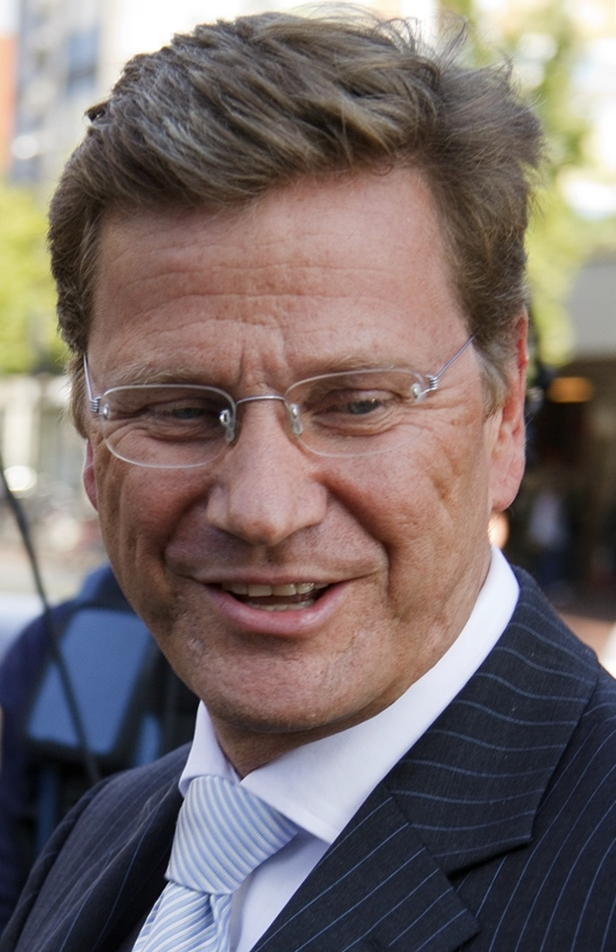
Guido Westerwelle
18 maart

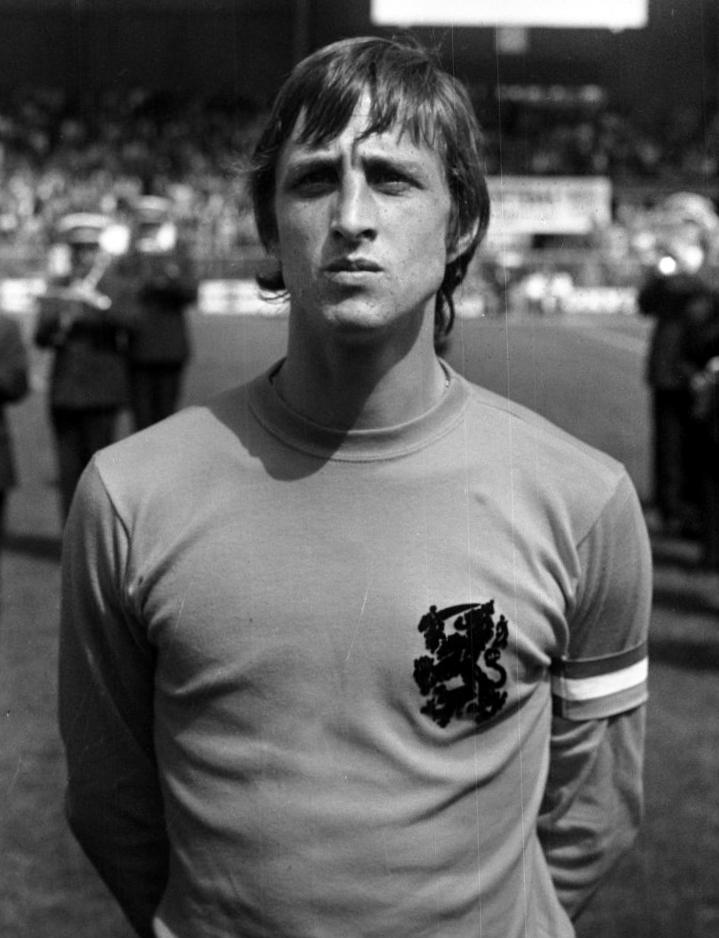
Johan Cruijff
24 maart

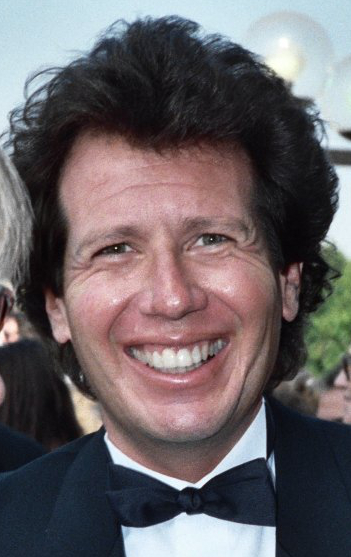
Garry Shandling
24 maart

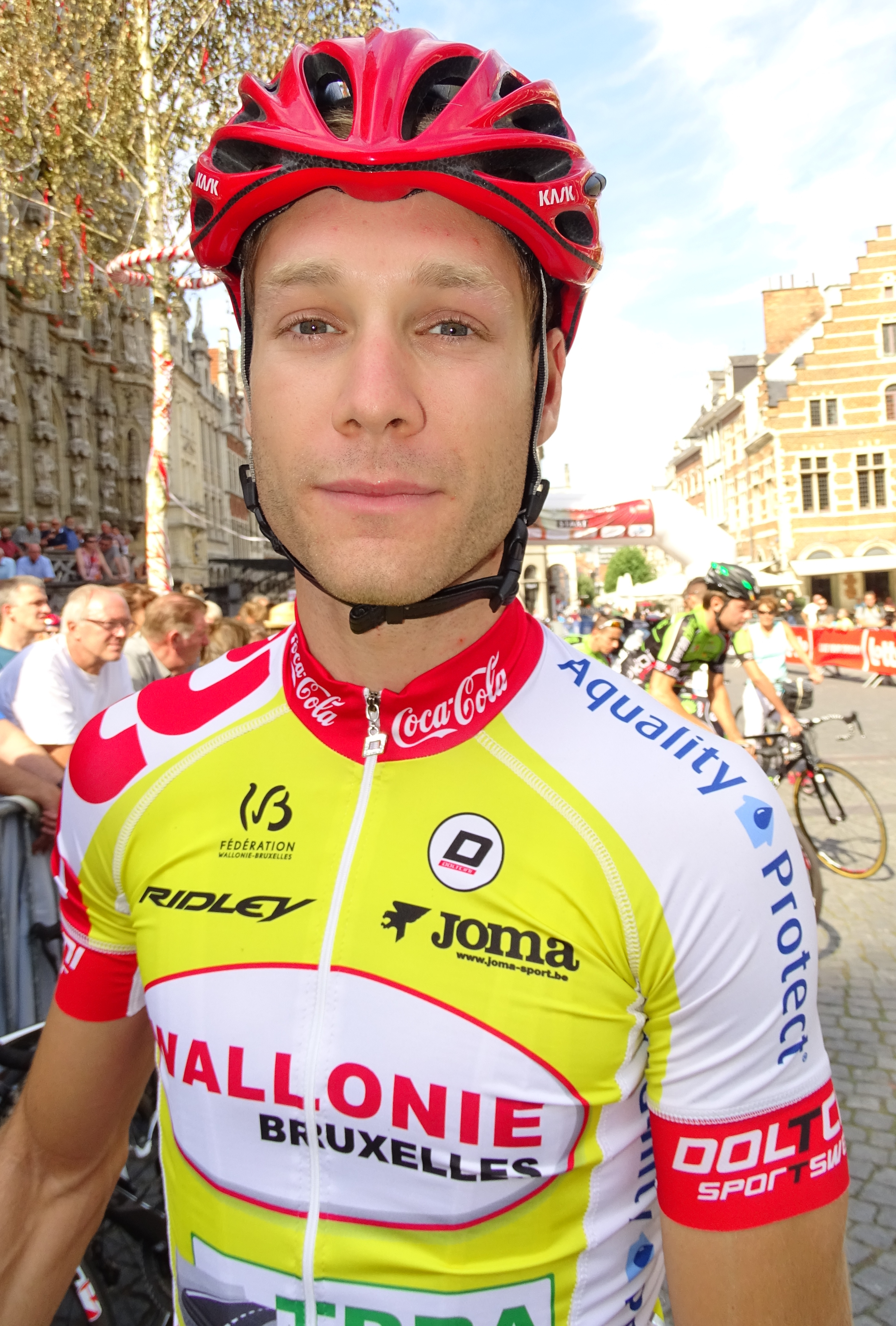
Antoine Demoitié
27 maart

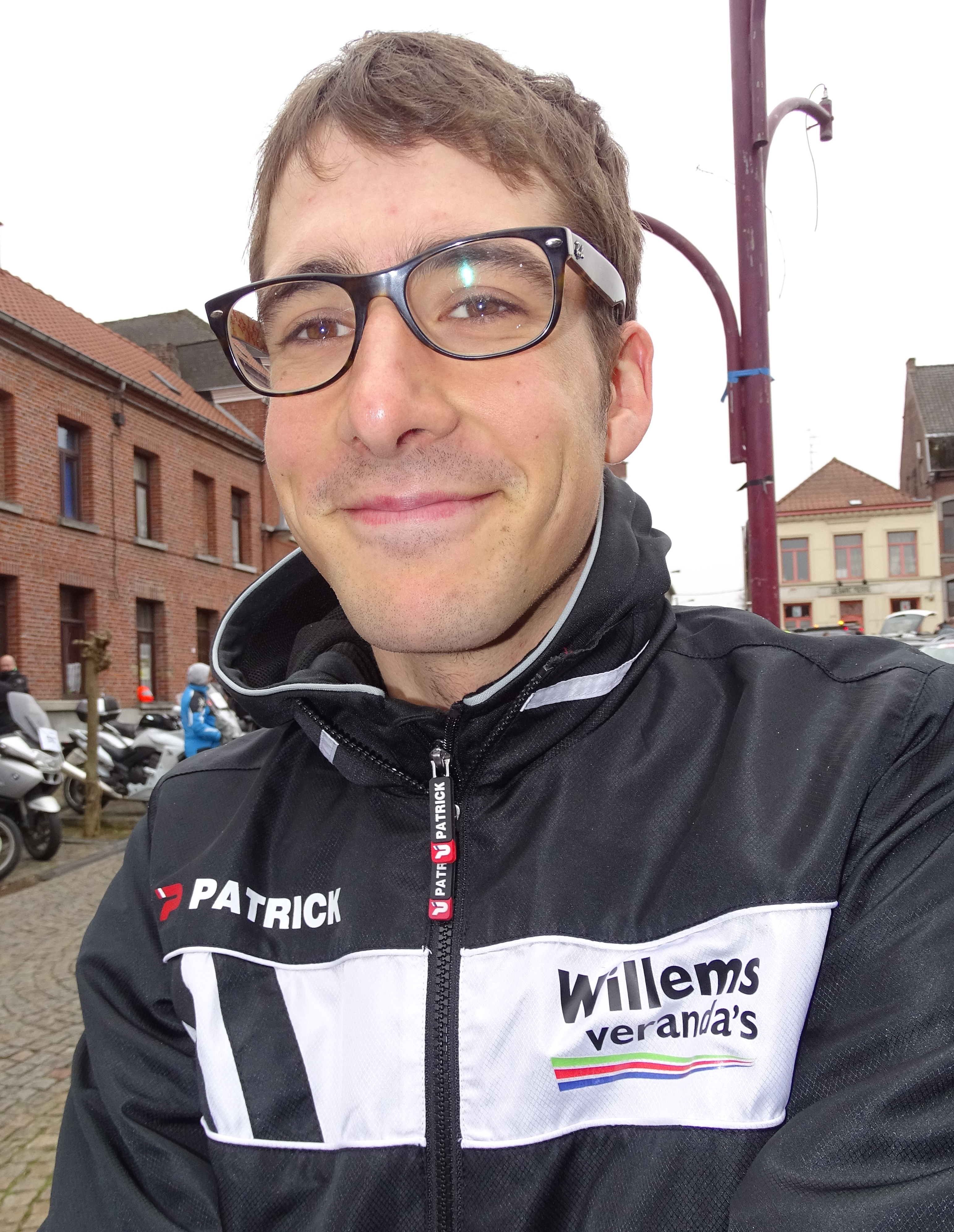
Daan Myngheer
28 maart

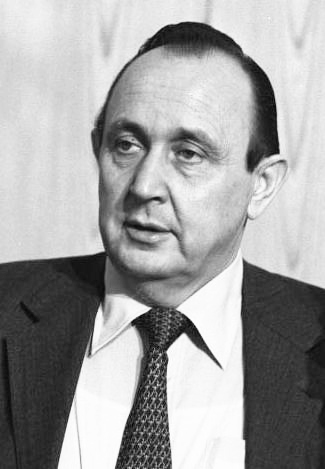
Hans-Dietrich Genscher
31 maart

| 1 | 2 | 3 | 4 | 5 | 6 | 7 | 8 | 9 | 10 | 11 | 12 | 13 | 14 | 15 | 16 | 17 | 18 | 19 | 20 | 21 | 22 | 23 | 24 | 25 | 26 | 27 | 28 | 29 | 30 | 31 |
| - | - | - | - | - | - | - | - | - | -- | -- | -- | -- | -- | -- | -- | -- | -- | -- | -- | -- | -- | -- | -- | -- | -- | -- | -- | -- | -- | -- |

### 1 maart
- Luuk Bartelds (83), Nederlands politicus[1]
- Evrard Raskin (80), Belgisch politicus, advocaat, rechter en biograaf[2]
- Tony Warren (79), Brits scenarioschrijver[3]
- Martha Wright (92), Amerikaans musicalster[4]
- Gerard Wüstefeld (75), Nederlands voetballer[5]

### 2 maart
- Allan Michaelsen (68), Deens voetballer en voetbaltrainer[6]
- Johann Georg van Hohenzollern (83), Duits kunsthistoricus[7]

### 3 maart
- Martin Crowe (53), Nieuw-Zeelands cricketer[8]
- Romain Guyot (23), Frans wielrenner[9]
- Helmut Rasch (88), Duits voetballer[10]
- Sarah Tait (33), Australisch roeister[11]

### 4 maart
- Thérèse Cornips (89), Nederlands vertaalster[12]
- Joey Feek (40), Amerikaans zangeres[13]
- Bankroll Fresh (28), Amerikaans rapper[14]
- Pat Conroy (70), Amerikaans schrijver[15]
- Koen Everink (42), Nederlands ondernemer[16]
- Vincenzo Franco (98), Italiaans bisschop[17]
- Henk Weggemans (72), Nederlands politicus[18]

### 5 maart
- Hassan al-Turabi (84), Soedanees politicus[19]
- Nikolaus Harnoncourt (86), Oostenrijks dirigent[20]
- James Douglas (86), Amerikaans acteur[21]
- Jutka Rona (81), Nederlands fotografe[22]
- Ray Tomlinson (74), Amerikaans informaticus[23]

### 6 maart
- Nancy Reagan (94), Amerikaans actrice en first lady[24]
- Kathryn Trosper Popper (100), Amerikaans actrice[25]

### 7 maart
- Bill Arce (90), Amerikaans honkballer en honkbalcoach[26]

### 8 maart
- Douwe Damsma (85), Nederlands voetballer[27]
- Richard Davalos (85), Amerikaans acteur[28]
- George Martin (90), Brits muziekproducent[29]
- Ljuben Petkov (76), Bulgaars journalist en schrijver[30]

### 9 maart
- Robert Horton (91), Amerikaans acteur[31]
- Clyde Lovellette (86), Amerikaans basketballer[32]
- Agnes Maes (73), Belgisch kunstenares[33]
- Naná Vasconcelos (71), Braziliaans zanger en muzikant[34]

### 10 maart
- Ken Adam (95), Brits production designer[35]
- Ernestine Anderson (87), Amerikaans jazzzangeres[36]
- Anita Brookner (87), Brits romanschrijfster en historica[37]
- Keith Emerson (71), Brits toetsenist[38]
- Gogi Grant (91), Amerikaans zangeres[39]
- Roberto Perfumo (73), Argentijns voetballer[40]
- Jovito Salonga (95), Filipijns politicus[41]
- Jos van Schoor (86), Belgisch cineast[42]

### 11 maart
- Joe Ascione (54), Amerikaans drummer[43]
- Ben Bagdikian (96), Amerikaans journalist[44]
- Iolanda Balaș (79), Roemeens atlete[45]
- Billy Ritchie (79), Schots voetballer[46]

### 12 maart
- Roland Crabbe (72), Belgisch burgemeester[47]
- René Pingen (56), Nederlands museumdirecteur[44]
- Lloyd Shapley (92), Amerikaans wetenschapper, wiskundige en econoom[48]

### 13 maart
- Adrienne Corri (84), Brits actrice[49]
- Cees Fasseur (77), Nederlands jurist en historicus[50]
- Gaúcho (52), Braziliaans voetballer[51]
- Ben Lesterhuis (71), Nederlands atleet[52]
- Hilary Putnam (89), Amerikaans filosoof[53]

### 14 maart
- Peter Maxwell Davies (81), Brits componist en dirigent[54]

### 15 maart
- Serge Kampf (81), Frans ondernemer[55]
- Piet Oosterveld (77), Nederlands poolreiziger en klimaatwetenschapper[56]
- Jan Pronk (97), Nederlands baanwielrenner[57]
- Ljoebka Rondova (79), Bulgaars zangeres[58]

### 16 maart
- Sylvia Anderson (88), Brits stemactrice[59]
- Jean Defraigne (86), Belgisch minister[60]
- Frank Sinatra jr. (72), Amerikaans zanger en orkestleider[61]

### 17 maart
- Hannes Beckmann (65), Duits violist en componist[62]
- Rutger Dirk Bleeker (95), Nederlands architect[63]
- André Boerstra (91), Nederlands hockeyer[64]
- Larry Drake (66), Amerikaans acteur[65]
- Paul Daniels (77), Brits illusionist[66]
- Solomon Marcus (91), Roemeens wiskundige[67]
- Hugo Strasser (93), Duits klarinettist, componist en bigbandleider[68]

### 18 maart
- Rein Bosch (85), Nederlands voetballer[69]
- Jan Němec (79), Tsjechisch filmmaker[70]
- Joe Santos (84), Amerikaans acteur[71]
- Lothar Späth (78), Duits politicus en ondernemer[72]
- Guido Westerwelle (54), Duits minister[73]

### 19 maart
- Jack Mansell (88), Brits voetballer en -trainer[74]

### 20 maart
- Anker Jørgensen (93), Deens premier[75]

### 21 maart
- Pieter Beeldsnijder (71), Nederlands jachtontwerper en -designer[76]
- Jean Cornelis (74), Belgisch voetballer[77]
- Andrew Grove (79), Hongaars-Amerikaans zakenman[78]
- Joseph Mercieca (87), Maltees bisschop[79]

### 22 maart
- Phife Dawg (45), Amerikaans rapper[80]
- Rob Ford (46), Canadees burgemeester[81]
- Rita Gam (88), Amerikaans actrice[82]
- Vaast Leysen (94), Belgisch bestuurder[83]
- David Smyrl (80), Amerikaans acteur[84]

### 23 maart
- Ken Howard (71), Amerikaans acteur[85]
- Leo Pisa (87), Nederlands kledingontwerper en kunstverzamelaar[86]
- Jimmy Riley (61), Jamaicaans reggaezanger[87]
- Arie Smit (99), Indonesisch kunstschilder[88]

### 24 maart
- Maggie Blye (73), Amerikaans actrice[89]
- Roger Cicero (45), Duits jazzmuzikant en -zanger[90]
- Johan Cruijff (68), Nederlands voetballer en voetbaltrainer[91]
- Jan van Nerijnen (81), Nederlands componist[92]
- Garry Shandling (66), Amerikaans komiek en acteur[93]

### 25 maart
- Paul Nagel (90), Duits kunstenaar en smid[94]
- David Snellgrove (95), Brits  tibetoloog en boeddholoog[95]

### 26 maart
- Jim Harrison (78), Amerikaans schrijver[96]
- Igor Pasjkevitsj (44), Russisch kunstschaatser[97]
- Bill Slater (99), Australisch biochemicus[98]
- André Sol (100), Nederlands bisschop[99]

### 27 maart
- Moeder Angelica (92), Amerikaans kloosterzuster[100]
- Alain Decaux (90), Frans historicus[101]
- Antoine Demoitié (25), Belgisch wielrenner[102]

### 28 maart
- Peggy Fortnum (96), Brits illustrator[103]
- Daan Myngheer (22), Belgisch wielrenner[104]
- James Noble (94), Amerikaans acteur[105]
- Nando Schellen (81), Nederlands operadirecteur en -regisseur[106]

### 29 maart
- Patty Duke (69), Amerikaans actrice[107]
- Andy Newman (73), Brits muzikant[108]

### 30 maart
- Bram Beekman (66), Nederlands organist en componist[109]
- Jaap Dronkers (71), Nederlands hoogleraar en onderwijssocioloog[110]
- Gianmaria Testa (57), Italiaans zanger en gitarist[111]

### 31 maart
- Ian Britton (61), Schots voetballer[112]
- Ronnie Corbett (85), Brits komiek[113]
- Georges Cottier (93), Zwitsers kardinaal[114]
- Hans-Dietrich Genscher (89), Duits politicus[115]
- Zaha Hadid (65), Iraaks-Brits architecte en Pritzkerprijswinnares[116]
- Imre Kertész (86), Hongaars schrijver en Nobelprijswinnaar[117]
- Fernando Mendes (78), Portugees voetballer en trainer[118]
- Bertil Roos (72), Zweeds autocoureur[119]
- Henk Schueler (93), Nederlands schaatser[120]
- Douglas Wilmer (96), Brits acteur[121]

### Datum onbekend
- Martha Dewachter (96), Belgisch actrice[122]

januari ·
februari ·
maart ·
april ·
mei ·
juni ·
juli ·
augustus ·
september ·
oktober ·
november ·
december
1900 ·
1901 ·
1902 ·
1903 ·
1904 ·
1905 ·
1906 ·
1907 ·
1908 ·
1909 ·
1910 ·
1911 ·
1912 ·
1913 ·
1914 ·
1915 ·
1916 ·
1917 ·
1918 ·
1919 ·
1920 ·
1921 ·
1922 ·
1923 ·
1924 ·
1925 ·
1926 ·
1927 ·
1928 ·
1929 ·
1930 ·
1931 ·
1932 ·
1933 ·
1934 ·
1935 ·
1936 ·
1937 ·
1938 ·
1939 ·
1940 ·
1941 ·
1942 ·
1943 ·
1944 ·
1945 ·
1946 ·
1947 ·
1948 ·
1949 ·
1950 ·
1951 ·
1952 ·
1953 ·
1954 ·
1955 ·
1956 ·
1957 ·
1958 ·
1959 ·
1960 ·
1961 ·
1962 ·
1963 ·
1964 ·
1965 ·
1966 ·
1967 ·
1968 ·
1969 ·
1970 ·
1971 ·
1972 ·
1973 ·
1974 ·
1975 ·
1976 ·
1977 ·
1978 ·
1979 ·
1980 ·
1981 ·
1982 ·
1983 ·
1984 ·
1985 ·
1986 ·
1987 ·
1988 ·
1989 ·
1990 ·
1991 ·
1992 ·
1993 ·
1994 ·
1995 ·
1996 ·
1997 ·
1998 ·
1999 ·
2000 ·
2001 ·
2002 ·
2003 ·
2004 ·
2005 ·
2006 ·
2007 ·
2008 ·
2009 ·
2010 ·
2011 ·
2012 ·
2013 ·
2014 ·
2015 ·
2016 ·
2017 ·
2018 ·
2019 ·
2020 ·
2021 ·
2022 ·
2023 ·
2024 ·
2025